# Philipponen
Die Philipponen (auch Philipper, Filiponen, Philippowzy, Filippowzy) sind eine Richtung der priesterlosen Altorthodoxen, die auf einen russischen Mönch namens Philipp zurückgeht.
Die Philipponen galten als die radikalste Gruppe unter den altorthodoxen Raskolniki, da sie den Eid, die Ehe und das Gebet für den Zaren ablehnten und in ihrem Radikalismus bis zur Selbstverbrennung gingen. In der (deutschen) Literatur wird allerdings oft nicht klar unterschieden zwischen diesen russischen Philipponen und den weniger radikalen Richtungen wie z. B. den Pomorzy (heute bestehend als Altorthodoxe Pomorische Kirche) und den Fedossejewzy in Polen und Ostpreußen.
Letztere siedelten vorwiegend in Masuren, wo sie ganze Dörfer bzw. geschlossene Siedlungen gründeten. Von den preußischen Behörden wurden 1823 die Philipponen auch freundlich aufgenommen und am Dusssee (polnisch Jezioro Duś) bei Eckertsdorf (polnisch Wojnowo) angesiedelt, wo sich noch heute eines ihrer Klöster befindet. Im Verlauf des 19. Jahrhunderts näherten sich ihre religiösen Ansichten denen der Pomorzy. 
Gegründet wurde die Religionsgemeinschaft von dem Nowgoroder Strelizen Photius (* 1675), der Mönch wurde und als solcher Philipp hieß. Ihm zufolge gab es nur einen Zaren, nämlich den Zaren im Himmel, und nur eine Hierarchie, nämlich die Hierarchie der Engel. Für solche Lehren zeigte sich die irdische Zarin Elisabeth wenig aufgeschlossen. Die daher bald einsetzende Verfolgung (zunächst in Form verdoppelter Steuer) trieb die Anhänger Philipps in die Wildnis oder in das Exil – und in den religiösen Extremismus, zumal Philipp lehrte: „Nur die Selbstentleibung ist der Weg zur Seligkeit. Nur das Feuer kann die Seelen von den Flecken dieser dem Antichrist verfallenen Welt reinigen.“ Konsequent legte der Prophet selbst Feuer, als sich ein von solchen Worten begeisterter Vater mit seiner Familie zwecks Seelenrettung in einer Holzhütte den Flammen überantwortete. Das Beispiel machte Schule, und es kam zu einer Epidemie von Selbstverbrennungen. Sobald Soldaten der Zarin anrückten, legten die Philipponen an sich Feuer: so verbrannten in der Umgebung Kargopols, dem Zentrum der Gemeinschaft, 240, anderen Orts 400, in Nischni Nowgorod 600 und im Distrikt Olonez 3000 Anhänger. Auch Philipp war unter den Opfern.
Die Philipponer breiteten sich in der Folge über die Grenzen Russlands nach Finnland, Litauen, Polen und nach Ostpreußen aus. Es war aber nicht jeder, der als Philipponer in das Exil getrieben wurde, tatsächlich ein Anhänger Philipps: Wie erwähnt, erlegte Zarin Elisabeth den Anhängern eine verdoppelte Kopfsteuer auf mit der Folge, dass sich durch Denunziation, Verleumdung und pure Verdächtigung das Steueraufkommen bequem steigern ließ.
Ein Nachklang der Selbstverbrennungen an der Schwelle des 20. Jahrhunderts bildete die Gemeinschaft der „Brüder und Schwestern des Roten Todes“. In der Umgebung von Kargopol verabredeten sich 862 von ihnen am 31. Oktoberjul. / 13. November 1900greg., die Seligkeit in den Flammen zu suchen. Die Behörden erfuhren zwar von dem Plan, aber für über hundert der Anhänger kam die anrückende Hilfe zu spät.